# Psychotria lanceolaria
Psychotria lanceolaria är en måreväxtart som beskrevs av Henry Nicholas Ridley. Psychotria lanceolaria ingår i släktet Psychotria och familjen måreväxter. Inga underarter finns listade i Catalogue of Life.